# Wohlova–Zieglerova reakce
Wohlova–Zieglerova reakce je reakce, bromace allylových nebo benzylových sloučenin pomocí N-bromsukcinimidu a radikálového iniciátoru.
Nejlepších výtěžků se dosahuje při použití N-bromsukcinimidu rozpuštěného v tetrachlormethanu.
Bylo vydáno několik prací zabývajících se touto reakcí.
Obvykle bývá používán postup, kdy se do roztoku substrátu v CCl4 přidá stechiometrické množství roztoku N-bromsukcinimidu a malé množství iniciátoru, přičemž se reakční směs míchá a zahřívá na teplotu varu. Spuštění reakce se projeví prudším varem, v některých případech je potřeba odstranit zdroj tepla. Jakmile se veškerý N-bromsukcinimid (mající větší hustotu než rozpouštědlo) přemění na sukcinimid (plovoucí na povrchu), reakce je dokončena. Jako náhradní rozpouštědlo místo tetrachlormethanu, který je toxický a poškozuje ozonovou vrstvu, byl navržen trifluortoluen.
Odpovídající chloraci většinou nelze provést s N-chlorsukcinimidem, je tak nutné použít jiné postupy, například průmyslově se takové reakce provádějí pomocí chloru.

## Mechanismus
Mechanismus Wohlovy-Zieglerovy reakce navrhl v roce 1953 Paul Goldfinger, jedná se o jeden ze dvou navržených způsobů alifatických a benzylových bromací N-bromsukcinimidem (NBS), které se objevily. Zjistilo se, že správný je Goldfingerův mechanismus a ne předchozí, který navrhl George Bloomfield.
Tvorba radikálů NBS v Bloomfieldově mechanismu se ukázala jako mnohem obtížnější než si představoval, ovšem ukazuje se, že Bloomfielův mechanismus je stále přijatelný pro oxidace alkoholů pomocí NBS. V Goldfingerově mechanismu slouží NBS k udržování velmi nízké koncentrace molekulárního bromu, zatímco u Bloomfieldova je jeho účelem tvorba výchozích radikálů použitých na reakci, což opět může být náročné.
Podobně jako v Bloomfieldově mechanismu může reakce probíhat jedině tehdy, když je disociační energie vazby N-Br v NBS nižší než u Br2, a bylo získáno mnoho důkazů svědčících o opaku. Goldfingerův mechanismus toto nevyžaduje a bývá tak považován za správný.
K dalšímu zkoumání přijatého reakčního mechanismu je třeba si uvědomit, že se v každé radikálové reakci také objevují vedlejší reakce; zde současně probíhají adice a substituce.
K získání požadovaného produktu bromace je třeba, aby převažovala substituce, reakci lze ovládat tak, aby tato dráha převládala.
Níže jsou zobrazeny dvě reakční dráhy, pro úplnost byly znázorněny i vedlejší reakce, jako jsou kroky 6 a 8; tyto mechanismy jsou společné pro téměř všechny radikálové reakce, proto zde není zobrazen NBS.
NBS v Goldfingerově mechanismu vyvolává obnovu molekulového bromu, ale udržuje jeho koncentraci na nízké úrovni, což umožňuje převahu substituce nad adicí. Bylo zjištěno, že rychlost reakce silně závisí na koncentraci molekulového bromu; níže jsou zobrazeny dvě rovnice: jedna pro vysoké a jedna pro nízké koncentrace bromu.
- Pro vysoké koncentrace: r(a/s) = k2a/k2s(1 + k4a/k3a[Br2]), kde r(a/s) je poměr adice k substituci a k je konstanta popisující vedlejší reakce.

- Pro nízké koncentrace: r(a/s) = k2ak3a[Br2]/k2sk4a, kde jednotlivé symboly mají stejný význam jako u předchozí rovnice. U rovnice pro nízké koncentrace bromu je poměr adice k substituci přímo úměrný koncentraci molekulového bromu, takže snížení jeho koncentrace omezí adiční reakci a podpoří tvorbu bromovaného produktu.